# 鲁塞尼亚人

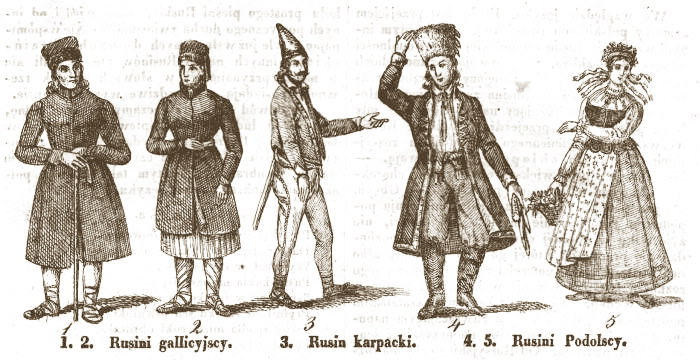
1836年不同地區的魯塞尼亞人形象:
1, 2. 加利西亞的魯塞尼亞人;
3. 喀尔巴阡山脉的魯塞尼亞人;
4, 5. 波多利亚的魯塞尼亞人。

鲁塞尼亚人（Rusyny，Rusyny/Rus'ki，Rusyny），即Ruthenian或Ruthene，是在東歐和中歐地區正式用作指稱东斯拉夫族群的一個稱謂，尤其在中世紀後期和近世較為常用。拉丁語的魯塞尼亞在中世紀信源記載裡，是指稱立陶宛大公國的所有東斯拉夫子民，即對原基輔羅斯人的外文稱呼（exonym），這裡是包含了現代俄羅斯人、烏克蘭人、盧森尼亞人和白羅斯人的先祖們。
“Ruthenian”和其他關聯的外文稱謂，直到近代早期也一直被使用著，並發展出系列獨特的含義，即同時在他們地域範圍的定義上和附加信仰內涵上有變化（諸如與魯塞尼亞希臘禮天主教會產生了內在聯繫）。
在中世紀的信源記載裡，拉丁語的“Rutheni”是有在東斯拉夫語系裡通行著的，同時也萬象包羅了所有的外文稱呼和他們自己語言的不同變體（烏克蘭語：русини，但俄語是單數：русин）。 透過直接選用外來語化的稱謂，那些使用拉丁語書寫的作者就不再需要應用回諸多原語的具體詞彙，而Ruthenian外來語稱謂是同樣性質，常被現代主要來自西方的作者們所認可，尤其是那些更鍾情使用外來語稱謂 (外國原生)描述地名的人。
由近代早期開始，外來語稱謂“Ruthenian”就是被最常用於指代波蘭立陶宛聯邦的東斯拉夫人口，所處區域是萬象包羅了15～18世紀範圍屬於現代烏克蘭和白羅斯的領土。 而在原奧匈帝國時期，同樣一個稱謂 (德語：Ruthenen) 是用於 (1918年為止) 作為一個正式的外語稱謂，指代了整個處於帝國管治範圍內的東斯拉夫族羣，廣義的範圍也就除了烏克蘭、波蘭，還可擴展至斯洛伐克、羅馬尼亞、塞爾維亞、克羅地亞、匈牙利和捷克等地域。不過多數應主要是狹義用法多。

## 含義

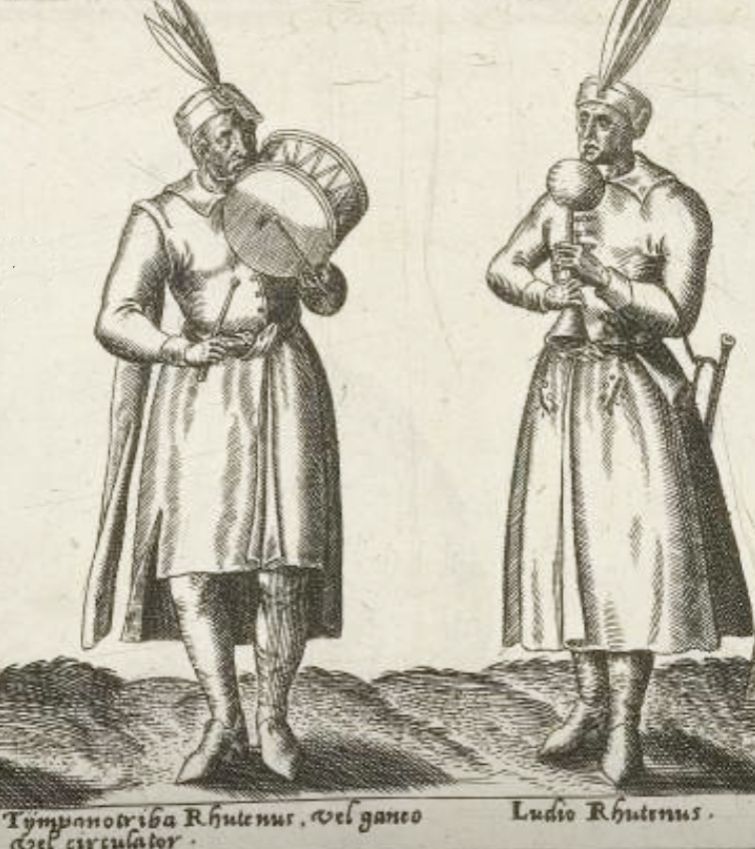
盧塞尼亞人(Rutheni), 來自1563年Pietro Bertelli所作一部書內的插圖。

在1089年的Annales Augustani當中被用於和Rus'相比照的Ruteni，是一個不恰當的指稱，也是古高卢一個已滅絕而並不相關的凱爾特部落的名稱。另外一種可選性的早期現代拉丁化用法, Rucenus (複數詞Ruceni) , 依據鮑里斯·安貝岡（Boris Unbegaun）的觀點，它是從Rusyn分演變出的。  赫伯斯坦男爵（Baron Herberstein）在描述起由自稱為Russi的鲁塞尼亞人所定居開墾的Russia土地時, 聲稱第一個統治Russia的行政首長是莫斯科大公, 然後輪到立陶宛大公，第三輪到的是波蘭國王。
亞伯達大學的烏克蘭裔教授約翰-保羅·希姆卡（John-Paul Himka）就認為，Rutheni這個詞彙並不包括現代的俄羅斯人，他們過去的身份是莫斯科人Moscovitae。曾於16世紀統治莫斯科大公國的瓦西里三世，在歐洲拉丁語的信源裡則是以盧塞尼皇帝Rhuteni Imperator而為所知。 扎克·馬格瑞特（Jacques Margeret）在他1607年的"Estat de l'empire de Russie, et grande duché de Moscovie" 一書中有解說道，用"Muscovites"這個名字指代俄羅斯沙皇國的人口是一個系統型錯誤。在（他當時）經過交流後，（沙皇國內人）他們都是自稱rusaki (口語所稱的Russians) 而只有首都的市民才自稱 "Muscovites"。馬格瑞特認為這個系統錯誤是比稱呼所有法國人是 "巴黎人"更為糟糕。來自哈佛烏克蘭研究中心的David Frick教授在維爾紐斯透過源自1655年的文檔，也有發現到，其是證明了當時的Moscovitae在立陶宛也是以Rutheni而為所知。16世紀的葡萄牙詩人賈梅士在他的盧濟塔尼亞人之歌" (Canto III, 11) 內清楚地寫道 "......在這片大海和塔奈人之間生活著奇怪的人：魯塞尼亞人、莫斯科人和利沃尼亞人、另一個時代的薩爾馬提亞人.....（...Entre este mar e o Tánais vive estranha Gente: Rutenos, Moscos e Livónios, Sármatas outro tempo..）" 是區分開來魯塞尼亞人和莫斯科人。

### 近代變遷及歧義
瓜分波蘭之後，魯塞尼亞人這個表述就僅用作指代奧匈帝國內屬於盧森尼亞和烏克蘭語地區的人, 特別是身處在加利西亚和洛多梅里亚王国、布科維納和喀爾巴阡魯塞尼亞的人。
基於米哈伊洛·列維茨基（Mykhajlo Levitsky）的要求，在1843年魯塞尼亞人這個表述，變成了對奧地利帝國內的盧森尼亞人和烏克蘭人的官方稱呼。就像當時的伊萬·弗蘭科和斯捷潘·班傑拉他們護照上就是標識身份為魯塞尼亞人(波蘭語：Rusini)。到了1900年時越來越多的魯塞尼亞人，開始自稱為獨自認定的烏克蘭人。知識界一部分的烏克蘭裔成員，譬如米哈伊洛·德拉霍馬諾夫和伊万·弗兰科, 認定原本那個稱呼屬於狹隘、行省性質和哈布斯堡（象徵）的隱喻。伴隨著19世紀中葉後烏克蘭民族主義的衝擊，"魯塞尼亞人"與同源詞的使用情況在烏克蘭人中被排斥起來，在東部和中部烏克蘭被停止使用。大部分西部地區的烏克蘭人在19世紀稍晚後期也跟隨做出一樣的選擇。20世紀初之後，Ukrajins’ka mova ("烏克蘭語")這個稱謂，在奧匈帝國加利西亚和洛多梅里亚王国的烏克蘭語文學圈子被接納起來 。
隨著1918年奧匈帝國瓦解，邊界是不斷在變化，多樣新舊國家交替出現。幾年過去之後，原奧匈東部的盧森尼亞語和烏克蘭語地區發現，他們自己是被烏克蘭蘇維埃共和國、捷克斯洛伐克、波蘭和羅馬尼亞區隔而相互分開來了。
在評價回納粹德國於1939年3月瓜分捷克斯洛伐克一事時，美國外交官乔治·凯南曾點出說： "致以那些詢問起的人，即到底這些農民是俄羅斯人還是烏克蘭人，只能給出一個答案。他們不是兩者，他們不過就是盧塞尼亞人"  保羅·R·馬戈西博士（Dr. Paul R. Magocsi） 強調說現代的魯塞尼亞人具有 "有別於烏克蘭人的民族意義" 並常將烏克蘭人和蘇聯或共產黨聯繫起來。
緊隨著二戰蘇維埃烏克蘭的擴張其後，多組之前從未有考慮自身為烏克蘭人的群體，其身份識別是被動地併作烏克蘭人。

## 歷史

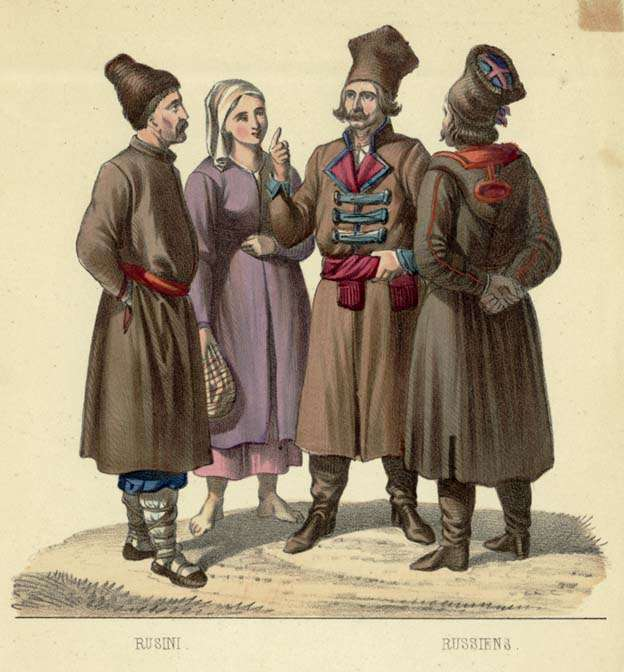
魯塞尼亞人的形象，1863年畫作。

### 基輔羅斯
於911年和945年基輔羅斯與拜占庭帝國的雙邊條約內，第一次出現了「魯塞尼亞人」的指稱。最初它是指北歐羅斯人（瓦良格人），他們是基輔羅斯的統治階層，而到了10世紀時就主要是指東欧斯拉夫人，尤其指代的是那些在基輔、切爾尼戈夫和佩列亞斯拉夫一帶定居的住民。由11世紀到14世紀處於基輔羅斯和後繼加利西亞-沃里尼亞之內的人，都被稱之為魯塞尼亞人。
在當時魯塞尼亞人自己的作品裡，形容他們自己時，於編年史的往年纪事內是以單數的  形式，而類似地，在1229年的《斯摩倫斯克信函》當中就使用  的形式去指代。
13世紀蒙古入侵瓦解基輔羅斯，再加上到14世紀末時加利西亞-沃里尼亞被立陶宛大公國和波蘭王國重新劃分統領，結果魯塞尼亞人的定居區變由立陶宛和波蘭所主治。當時的魯塞尼亞人是完全篤信東正教的信徒，和時為異教徒的立陶宛人、天主教徒的波蘭人有著不同的文化，而在幾個世紀裡處於不同政體之下也堅守著他們的獨特性。

#### 東北地區
有許多學術討論起到底當時的東北地區是否屬於魯塞尼亞，這片土地後面是成為了俄羅斯的中心地區；另外討論的問題，還有到底那片地區的定居者們是否與基輔羅斯的魯塞尼亞人同一種族：但無論如何，俄羅斯在晚些時候是成為了一個帝國體制。 在這個體系內，是形成了一種「俄羅斯是合法的羅斯繼承者」的自我意識，同時也製造出一個理論，認為烏克蘭和白羅斯是14到15世紀由俄羅斯所分離出來。
然而實際上，東北地區在14世紀時是仍處於蒙古人管治下的一個新體制構建過程裡，而並未有出現俄羅斯的自覺意識。而在诺夫哥罗德共和国這另一個中心地帶，是一直與羅斯酋邦其他諸公國相迥異，保持著其獨自的管治體制和管治意識。伏拉迪米爾-蘇茲達爾的米哈伊爾·雅羅斯拉維奇大公據說是基於和拜占庭帝國的雙邊關係，在1305年之後開始使用「全魯塞尼亞大公」這一頭銜，而這段時期裡整個的羅斯地區包括了伏拉迪米爾，被稱作「羅西亞」(希臘語說辭的羅斯)。整體而言，當時東北地區的編年史都沒怎提及到魯塞尼亞人（意識），當地統治者們自身認知為魯塞尼亞人的意識並未受廣泛認同，而是僅限於與拜占庭和金帳汗國的外交關係內。
東正教在羅斯政治秩序分立之時，有致力於維繫各羅斯公國相統一，以令羅斯不會徹底崩毀。這一點曾令俄羅斯沙皇國得以和烏克蘭與白羅斯的魯塞尼亞人，組成過幾個對抗天主教波蘭的政治同盟。然而當沙皇國中央集權化後，（帝國內）傳統的魯塞尼亞身份認識逐漸地就改變和轉化成一種「俄羅斯身份」。到俄羅斯帝國（Российская империя，絕非Русская）確立後，就在那裡一齊建立了「俄羅斯」這個名字，在帝國建制後，羅斯這個名字也不再被正式用作國名或君主名號。經歷過基輔羅斯以來留里克王朝的動盪時期，在到了羅曼諾夫王朝建立起來的時候，大俄羅斯人之中是遺忘了傳統的魯塞尼亞人自覺意識。

### 立陶宛波蘭時代

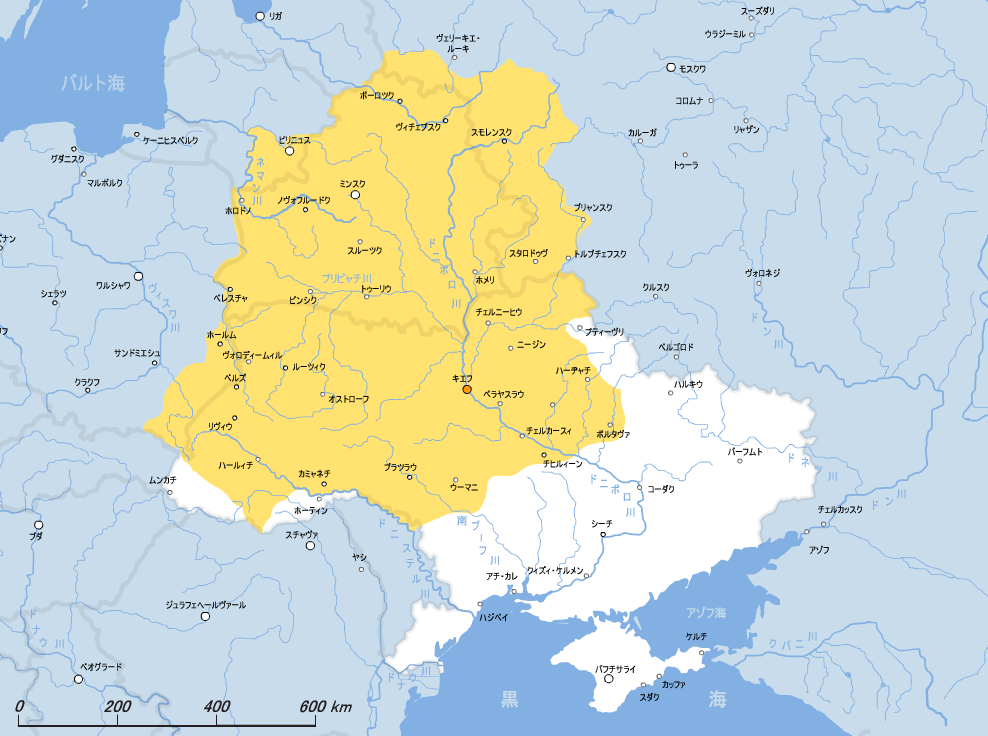
17世紀時的羅斯，也被稱為魯塞尼亞或小羅斯。

14世紀時候，與東北諸王公未有將相互關係視為魯塞尼亞人的情況不同，在加利西亞和沃里尼亞地區，由姆斯季斯拉維奇和丹尼尔的家族所統轄的領土上，他們是很強地自我意識著他們是「魯塞尼亞領土」的領主，也傳承著魯塞尼亞土地的傳統理念，這些是基於魯塞尼亞人的家族自覺意識。 這片區域裡的傳統羅斯自覺認識由統領階層所維繫著。
再後來立陶宛大公國和波蘭王國是入主了這片地區，在改奉基督教前「異教」的立陶宛王貴率先入主加利西亞和基輔地區之後，魯塞尼亞人就成為大公國最主要的子民，立陶宛人未有強加他們自己的文化到當地，反而融入了當地文化和信仰（東正教）之中，所以立陶宛人在一到兩世代內在表現與語言方面都變得如同魯塞尼亞人，魯塞尼亞語（Chancery Slavonic，書面語文）當時也成為了立陶宛大公國的官方語言，進而原基輔羅斯的文明——東正教、斯拉夫教會語言和法律傳統都反傳入立陶宛，魯塞尼亞（烏克蘭與白羅斯）是成為立陶宛在中世紀的高雅文化發源地，而魯塞尼亞貴族們也在活躍地上升地位：公國的領土是橫跨了現代白羅斯和烏克蘭的，所以所謂「立陶宛裔魯塞尼亞人」也就是現代的白羅斯人和烏克蘭人。
而相對的天主教波蘭，在與立陶宛加強政治紐帶，伴隨立陶宛實力衰落及盧布林聯合誕生新王國的時期裡，有強勢地施加波蘭自己的文化和信仰於立陶宛-魯塞尼亞社羣，逐漸引起矛盾摩擦：現代烏克蘭大部分地區被併入波蘭王國、與立陶宛-白羅斯的魯塞尼亞開始走向不同的方向，在當地魯塞尼亞人社會裡，階層分化在大貴族（權貴）、其他貴族（什拉赫塔）和平民間是不斷地擴大，尤其與在語言、宗教和文化方面變得波蘭宮廷化的管治階層，與整體有更多的分閡。分化所自的其一項誘因，是一個基於信仰和等級方面的系統化評定、對留駐的貴族階層（什拉赫塔）的王國委任制度，對想要地位上升的非波蘭贵族而言，這是意味著改宗接受波蘭的語言和文化，而當時波蘭在聯邦內展現方方面面對於非波蘭貴族來說都是難以抗拒的。所以在16世紀開始後的時期裡，許多轉向波蘭的魯塞尼亞貴族，就自稱為「血統為魯塞尼亞人，國族為波蘭人」gente Ruthenus, natione Polonus。同時期也有一位大貴族在轉變作波蘭人以增強（在王國內的）權力基礎的同時，也以魯塞尼亞人身份致力於保護羅斯的文化和信仰，而由於波蘭主治造成的極不當系統政策，很多世俗的人被迫承擔起東正教的重擔，進而令到這個保護意識尤其在信仰層是成為一項信條。在如此情境下，普通民眾作為羅斯傳統文化與信仰承載者的角色，變得更為重要了。
魯塞尼亞貴族的波蘭化，加上十年和平時期給東部領土（現代西部和中部烏克蘭）带来相當殖民化的影響，令到當地階層關係更為緊張。16世紀宗教改革後，歐洲王國內的宗教衝突也越發激烈，而魯塞尼亞在地上層階層文化與信仰的變化，變相迫使較低層的魯塞尼亞人與原貴族層的本土庇護者間斷絕了聯繫。受影響的人進而轉向尋求較激進的哥萨克給予庇護，許多在立陶宛和波蘭的魯塞尼亞人是選擇加入了哥薩克，並常常是參與到反對當局的叛亂之中，這樣的情勢隨後是衝擊了聯邦。在17世紀中葉赫梅爾尼茨基起義於聯邦內爆發時，在中部烏克蘭與南部白羅斯範圍，出現了代表魯塞尼亞人自己的哥薩克酋長國。在烏克蘭土地中心內誕生新王國的情形下，族羣名稱「魯塞尼亞人」開始和身處當地的「烏克蘭人」間有了更強烈的聯繫，他們也自稱成 「哥薩克-魯塞尼亞的人民」；而另一方面，白羅斯人就逐漸地轉變為「立陶宛人」Litvin (白羅斯語)。

### 俄奧匈主治時代

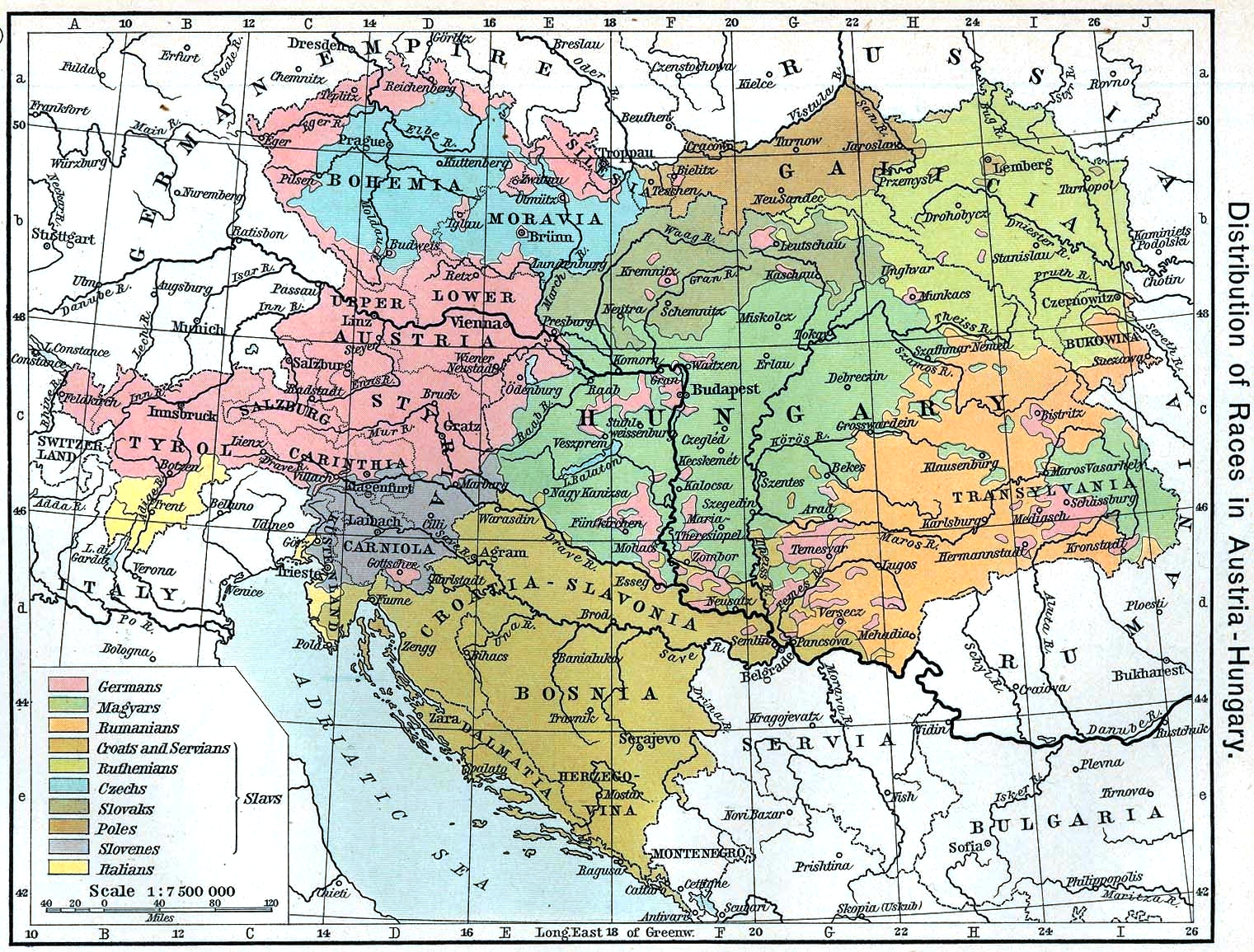
奧地利和匈牙利帝國裡的「魯塞尼亞人」（1911年）。

在遭遇大洪水時代後，直到18世紀末聯邦被地緣強權所瓦解，由此白羅斯被俄羅斯帝國奪取控制，烏克蘭定居屬土則被俄羅斯和奧匈帝國所分割佔有。俄羅斯帝國時將烏克蘭人和白羅斯人分類作「小俄羅斯人」和「白俄羅斯人」，不再使用「魯塞尼亞人」這個名稱。而另一面奧地利和匈牙利主宰的西烏克蘭（Західна Україна），「魯塞尼亞人」這個名詞是以拉丁文體的同樣稱呼得以繼續使用，這裡的魯塞尼亞人成為了加利西亞和洛多梅里亞王國的重要組成部分，而後來他們使用的語言（烏克蘭語）就成為了事實上的官方語言。
俄羅斯帝國的開明專制君主, 葉卡捷琳娜二世，是終結了治下的哥薩克自治並強據其為俄羅斯所有一部分。而由瑪麗亞·特蕾西亞和約瑟夫二世統治的哈布斯堡王朝，儘管同屬於開明專制君主，但當時並未如俄羅斯帝國對小羅斯那樣，對轄內的魯塞尼亞人文化復興運動沒有採取具破壞或徹底的鎮壓。當波蘭人在哈布斯堡帝國內呈現出支配階層的態勢，反對這種變化的魯塞尼亞人就開展起他們自己的民族運動。
相對於波蘭人以「不幸地失去祖國的人」身份在西歐獲得同情，在1848年革命後魯塞尼亞人發起的反波蘭起義運動時震驚了西歐社會。奧地利政府是有因而許可予魯塞尼亞人部分權利，以誘使他們更忠誠帝國地對抗強力反叛的波蘭人。1890年，由伊萬·弗蘭科和米哈伊洛·德拉霍馬諾夫創建了「烏克蘭人行動黨」，這是首次出現了「烏克蘭」的名稱。在之後，作為烏克蘭人的魯塞尼亞民族運動，在與波蘭人間的衝突加深之下而建立起來。
而另一邊處於俄羅斯帝國內的小羅斯人和白羅斯人，被帝國當局強制施行同化政策，自身的民族運動則被鎮壓。在被俄羅斯帝國吞併領土內的烏克蘭部分，除了嚴厲的鎮壓，同化政策是製造出一個加上大俄羅斯人和白羅斯人所組成的「俄羅斯人」身份，沒有如西烏克蘭的波蘭人一般有製造出明顯的對立方，而民族運動的興起也要晚於西烏克蘭出現。 一些處於俄羅斯的知識分子在受到使用相同語言的同胞吸引下，都逃亡到了奧地利的西烏克蘭部分。

### 烏克蘭與白羅斯國家的誕生
到了20世紀初，隨著烏克蘭民族解放運動的發展，「魯塞尼亞人」和「小羅斯人」被居住於俄羅斯和奧匈的魯塞尼亞人知識分子，以「烏克蘭人」的族群稱謂所聯合在一齊。不過一些魯塞尼亞人居住的地區未有受到烏克蘭民族解放運動的影響，還有一些移居於烏克蘭之外的魯塞尼亞人也未有接納烏克蘭人的民族身份意識。在1917年，歷史性首次出現以「烏克蘭」與「白羅斯」命名的國家政權，由烏克蘭人和白羅斯人作為其中的國民。從而基輔羅斯魯塞尼亞人，被首次區別成烏克蘭的魯塞尼亞人和白羅斯的立維尼亞人Litvinians。之後立維尼亞人成為了「白俄羅斯人」，烏克蘭魯塞尼亞人就分異作小羅斯人和其他的魯塞尼亞人。在經歷過民族主義時代後，白俄羅斯人轉變為了白羅斯語的Belarusians，而曾被強權所分割的小羅斯人和魯塞尼亞人則在接受「烏克蘭人」之下而重新聯合。

## 備註
1. ↑  現在的白羅斯，和西部、北部及中部烏克蘭。
2. ↑  希臘語稱謂羅斯的曾經外名 "羅西亞", 被轉譯成俄語的這時候沙皇國是變成了帝國，之後字彙成為「羅斯亞」, 這個就是, 「俄羅斯」。
3. ↑  烏克蘭語：козацько-руськийнарод。
4. ↑  烏克蘭語: Литвини、白羅斯語語: Літвіны, Ліцьвіны、立陶宛語: Litvini。雖然是「立陶宛人」意思，但和現代立陶宛人（Литовці、Літоўцы, Летувісы、Lietuviai）的意思是有所區別。
5. ↑  參見盧森尼亞人。

### 文獻
- 中沢敦夫. . ブックレット新潟大学（新潟大學大学院現代社会文化研究科ブックレット新潟大学編集委員会）. 新潟: 新潟日報事業社. 2002. ISBN 978-4-88862-937-9 （日本語）.
- 光吉淑江. . スラヴ研究 (北海道大学スラブ研究センター). 1999, (46): 277–285. ISSN 0562-6579. 已忽略未知参数|naid= (帮助)
- 烏克蘭史概述 （页面存档备份，存于）娜塔莉亞·雅科文科（乌克兰语）著.-基輔：熱內薩, 1997年。 （乌克兰語）
- http://www.lsl.lviv.ua/e-library/lsl-editions/Nakonechnyj_J_Ukradene_Imja_2001/ （页面存档备份，存于） （乌克兰語）